# Verblendung (Roman)
Verblendung ist der erste Band einer dreibändigen Reihe von Kriminalromanen des schwedischen Autors Stieg Larsson, die zwischen 2005 und 2007 postum unter dem Titel Millennium-Trilogie veröffentlicht worden sind. Der Thriller erschien 2005 auf Schwedisch unter dem Titel Män som hatar kvinnor (deutsch „Männer, die Frauen hassen“) und wurde in verschiedene Sprachen übersetzt. Eine englische Fassung erschien unter dem Titel The Girl with the Dragon Tattoo (deutsch „Das Mädchen mit der Drachen-Tätowierung“). Die deutsche Erstausgabe, übersetzt von Wibke Kuhn, erschien 2006 im Heyne Verlag, ebendort 2007 eine Taschenbuchausgabe. Weltweit wurden über 31 Millionen Exemplare der Trilogie verkauft.

## Inhalt
Der Journalist Mikael Blomkvist hat in der Zeitschrift Millennium einen Bericht veröffentlicht, in dem er den schwedischen Wirtschaftsmogul Wennerström schwerer Wirtschaftsvergehen beschuldigt. Wennerström zeigt Blomkvist wegen Verleumdung an und erreicht, dass der Journalist, der die Fakten anscheinend nicht sorgfältig genug recherchiert hat, zu einer Haftstrafe verurteilt wird. Blomkvist zieht sich bis zum Haftantritt aus der Redaktion der Zeitschrift zurück und nimmt von dem im Ruhestand befindlichen Konzernchef Henrik Vanger den Auftrag an, das Verschwinden von dessen Großnichte Harriet aufzuklären, die seit fast 40 Jahren verschollen ist. Henrik Vanger stellt ihm dafür das Familienarchiv und sämtliche Unterlagen der Polizei zur Verfügung, die sich in seinem Besitz befinden und aus mehreren hundert Dokumenten bestehen.
Mikael Blomkvist gelingt erst nach längerer Zeit ein Durchbruch, als er anhand von alten Fotografien aufzeigen kann, dass Harriet einem Serienmörder auf die Spur gekommen ist und diesen wenige Stunden vor ihrem Verschwinden auf offener Straße gesehen hat. Außerdem erkennt Blomkvist, dass eine vermeintliche Telefonliste von Harriet, die sich in den alten Polizeiunterlagen befindet, tatsächlich ein Verzeichnis mit den Namen der Opfer des Serienmörders ist. Blomkvist vermutet daraufhin, dass Harriet von dem Serienmörder ebenfalls beseitigt worden ist.
Henrik Vanger hatte zuvor von einer privaten Sicherheitsfirma prüfen lassen, ob Blomkvist vertrauenswürdig ist. Dies geschah durch eine freie Mitarbeiterin, die hochintelligente, aber wegen einer komplizierten Vorgeschichte (die in den beiden Folgeromanen aufgedeckt wird) unter Vormundschaft stehende Lisbeth Salander. Sie ist eine geschickte Hackerin und stellt einen Bericht über Blomkvist zusammen, nachdem sie in dessen Rechner eingedrungen ist. Von Henrik Vangers Anwalt erfährt Blomkvist von Salander und beide schließen sich zusammen, um den Mörder gemeinsam zu jagen.
Unabhängig voneinander finden sowohl Blomkvist als auch Salander heraus, dass der Serienmörder Harriets Bruder Martin Vanger ist und er bereits viele Frauen ermordet hat. Blomkvist gerät durch Unvorsichtigkeit in die Gewalt des Serienmörders und wird von Salander wieder befreit. Der Serienmörder begeht bei der Flucht Selbstmord. Blomkvist und Salander finden heraus, dass Harriet nicht ermordet wurde, sondern unter anderem Namen lebt. Sie hatte sich, nachdem sie von ihrem Vater und ihrem Bruder sexuell missbraucht worden war, nach Australien abgesetzt.
Harriet kehrt nach Schweden zurück und arbeitet künftig in leitender Stellung für den Vanger-Konzern. Henrik Vanger hatte Mikael Blomkvist versprochen, ihm Materialien gegen Wennerström zuzuspielen, doch er kann ihm nur wertloses Material liefern. Lisbeth Salander hat aber durch Hacken unzählige Belege für Wennerströms dunkle Machenschaften zusammengetragen, die sie nun Blomkvist zur Verfügung stellt. Deren Veröffentlichung in einer Millennium-Sondernummer und in Buchform stellt die Reputation sowohl der Zeitschrift als auch von Blomkvist wieder her. Wennerström, gegen den Strafverfahren eröffnet werden, setzt sich ins Ausland ab, wo er den Tod findet. Zuvor ist es Salander gelungen, enorme Geldbeträge von Wennerströms Konten abzuzweigen.

## Figuren

### Mikael Blomkvist
Hauptfigur, Spitzname „Kalle Blomquist“, Journalist, Miteigentümer der Millennium-Zeitung

„Er wird als ein zweitklassiger Promi in Schweden beschrieben, dessen Status durch die öffentliche Umfrage, die er über Hans-Erik Wennerström macht, gesteigert wird. Zu Beginn des Romans kommt Mikael ins Gefängnis, da er wegen Verleumdung verklagt wurde. Anschließend bekommt er vom ehemaligen Unternehmer Henrik Vanger eine große Summe Geld geboten, um ein 40-jähriges Geheimnis zu lüften.“

Die Lebensumstände der Figur Mikael Blomkvist werden anhand einer Recherchearbeit von Lisbeth Salander detailliert beschrieben:

„Mikael Blomkvist wurde am 18. Januar 1960 geboren, ist jetzt also dreiundvierzig Jahre alt. Er wurde in Borlänge geboren, wo er aber nie gewohnt hat. Seine Eltern, Kurt und Anita Blomkvist, waren Mitte dreißig, als sie Kinder bekamen. Mittlerweile sind sie beide verstorben. Sein Vater war Maschineninstallateur und viel unterwegs. Seine Mutter war, soviel ich in Erfahrung bringen konnte, immer nur Hausfrau. Die Familie zog nach Stockholm, als Mikael in die Schule kam. Er hat eine drei Jahre jüngere Schwester namens Annika, eine Rechtsanwältin. Außerdem hat er noch ein paar Onkel und Kusinen.“

### Lisbeth Salander
Protagonistin mit antisozialer Einstellung, Spitzname „Wasp“ (Wespe), Hackerin mit hoher Intelligenz, besitzt ein fotografisches Gedächtnis, freischaffend in der Sicherheitsbranche tätig. Lisbeth hat in ihrer Kindheit traumatische Erlebnisse erlitten.
Lisbeth Salander polarisiert durch ihr extravagantes Äußeres, womit sie häufig ihre Umgebung provoziert:

„Armanskij konnte sich nur schwer mit dem Gedanken versöhnen, dass seine Star-Ermittlerin ein bleiches, anorektisch mageres Mädchen war, das stoppelkurzes Haar und Piercings in Nase und Augenbrauen hatte. Auf ihrem Hals war eine zwei Zentimeter große Wespe tätowiert, und um den Bizeps des linken Armes sowie um einen Knöchel wand sich je ein weiteres Tattoo. Als sie einmal ein Top trug, hatte Armanskij außerdem feststellen können, dass ihr Schulterblatt noch ein größeres Tattoo in Gestalt eines Drachens zierte. Sie war eigentlich rothaarig, hatte ihr Haar jedoch pechschwarz gefärbt. Sie sah aus, als wäre sie gerade nach einer einwöchigen Orgie mit einer Hardrockgang aufgewacht.“

„Von ihrer frühen Kindheit an ist Salander von Gewalt und Rachsucht geprägt, sie scheint ausserdem unter einer Persönlichkeitsstörung zu leiden, welche ihr ein gewöhnliches soziales Leben unmöglich macht. Mit zwölf Jahren übergießt sie ihren Vater mit Benzin und steckte ihn in Brand, nachdem dieser ihre Mutter brutal zusammengeschlagen hat, wodurch diese einen irreparablen Gehirnschaden erlitten hat. In Folge dieses Vorfalls stirbt ihr Vater fast und überlebt nur knapp und schwer gezeichnet. Lisbeth wird ‚als Gefahr für sich selbst und andere‘ erklärt und in die St. Stefans Kinderpsychiatrie in Uppsala gebracht. Sie weigert sich, mit den Psychologen, Polizisten, Lehrern und Sozialarbeitern zu sprechen. Die einzige Person, mit der sie bereit ist, zu sprechen, ist der Advokat Holger Palmgren, der als ihr Sachverwalter arbeitet, bis sie erwachsen wird. Mit Fünfzehn wird entschieden, dass sie nicht weiter eine Gefahr für sich und andere darstellte und sie wird in eine Adoptivfamilie gebracht. Nachdem sie von dort flieht, erklärt ihr Palmgren, dass sie wieder in die Psychiatrie gesteckt werden würde, sollte sie weiter weglaufen. Dies überzeugt sie, bei der nächsten Familie, die sie aufnimmt, zu bleiben. Mit Achtzehn zeigt sie sich unkooperativ und verachtet die meisten Autoritätspersonen, ausserdem prügelt sie sich oft. Nach einer besonders brutalen Auseinandersetzung mit einem Mann, der sie attackiert, empfehlen die Gerichtspsychiater sie einzuweisen, allerdings übernimmt Palmgren ihre Verteidigung und arbeitet hart daran, das Gericht zu überzeugen, dass sie nicht wieder in eine Psychiatrie gesteckt werden würde. Er erklärte sich bereit, sie stattdessen aufzunehmen und sich um sie zu kümmern. Die Beziehung zwischen Salander und Palmgren sollte zu einer der wichtigsten in Salanders Leben werden.“

### Familie Vanger
Stammbaum des Zweiges „Fredrik“ der Großfamilie
|                     |                     |                     |                     |                     |                     |  |  |                |                |                |                |                |                |  |  |        |        |        |        |              |              |              |              |               |               |               |               |               |               |        |        |              |              | Fredrik Vanger | Fredrik Vanger | Fredrik Vanger | Fredrik Vanger | Fredrik Vanger | Fredrik Vanger |                  |                  |                  |                  |                  |                  | Ulrika 1885–1969 | Ulrika 1885–1969 | Ulrika 1885–1969 | Ulrika 1885–1969 | Ulrika 1885–1969 | Ulrika 1885–1969 |       |       |  |  |                  |                  |                  |                  |                  |                  |  |  |              |              |              |              |              |              |  |  |                  |                  |                  |                  |                  |                  |
|                     |                     |                     |                     |                     |                     |  |  |                |                |                |                |                |                |  |  |        |        |        |        |              |              |              |              |               |               |               |               |               |               |        |        |              |              | Fredrik Vanger | Fredrik Vanger | Fredrik Vanger | Fredrik Vanger | Fredrik Vanger | Fredrik Vanger |                  |                  |                  |                  |                  |                  | Ulrika 1885–1969 | Ulrika 1885–1969 | Ulrika 1885–1969 | Ulrika 1885–1969 | Ulrika 1885–1969 | Ulrika 1885–1969 |       |       |  |  |                  |                  |                  |                  |                  |                  |  |  |              |              |              |              |              |              |  |  |                  |                  |                  |                  |                  |                  |
|                     |                     |                     |                     |                     |                     |  |  |                |                |                |                |                |                |  |  |        |        |        |        |              |              |              |              |               |               |               |               |               |               |        |        |              |              |                |                |                |                |                |                |                  |                  |                  |                  |                  |                  |                  |                  |                  |                  |                  |                  |       |       |  |  |                  |                  |                  |                  |                  |                  |  |  |              |              |              |              |              |              |  |  |                  |                  |                  |                  |                  |                  |
|                     |                     |                     |                     |                     |                     |  |  |                |                |                |                |                |                |  |  |        |        |        |        |              |              |              |              |               |               |               |               |               |               |        |        |              |              |                |                |                |                |                |                |                  |                  |                  |                  |                  |                  |                  |                  |                  |                  |                  |                  |       |       |  |  |                  |                  |                  |                  |                  |                  |  |  |              |              |              |              |              |              |  |  |                  |                  |                  |                  |                  |                  |
| Richard 1907–1940   | Richard 1907–1940   | Richard 1907–1940   | Richard 1907–1940   | Richard 1907–1940   | Richard 1907–1940   |  |  | Margareta      | Margareta      | Margareta      | Margareta      | Margareta      | Margareta      |  |  |        |        |        |        | Harald *1910 | Harald *1910 | Harald *1910 | Harald *1910 | Harald *1910  | Harald *1910  |               |               | Ingrid        | Ingrid        | Ingrid | Ingrid | Ingrid       | Ingrid       |                |                |                |                |                |                | Greger 191x–1974 | Greger 191x–1974 | Greger 191x–1974 | Greger 191x–1974 | Greger 191x–1974 | Greger 191x–1974 |                  |                  | Gerda            | Gerda            | Gerda            | Gerda            | Gerda | Gerda |  |  | Gustav 1918–1955 | Gustav 1918–1955 | Gustav 1918–1955 | Gustav 1918–1955 | Gustav 1918–1955 | Gustav 1918–1955 |  |  | Henrik *1920 | Henrik *1920 | Henrik *1920 | Henrik *1920 | Henrik *1920 | Henrik *1920 |  |  | Edith *1921–1958 | Edith *1921–1958 | Edith *1921–1958 | Edith *1921–1958 | Edith *1921–1958 | Edith *1921–1958 |
| Richard 1907–1940   | Richard 1907–1940   | Richard 1907–1940   | Richard 1907–1940   | Richard 1907–1940   | Richard 1907–1940   |  |  | Margareta      | Margareta      | Margareta      | Margareta      | Margareta      | Margareta      |  |  |        |        |        |        | Harald *1910 | Harald *1910 | Harald *1910 | Harald *1910 | Harald *1910  | Harald *1910  |               |               | Ingrid        | Ingrid        | Ingrid | Ingrid | Ingrid       | Ingrid       |                |                |                |                |                |                | Greger 191x–1974 | Greger 191x–1974 | Greger 191x–1974 | Greger 191x–1974 | Greger 191x–1974 | Greger 191x–1974 |                  |                  | Gerda            | Gerda            | Gerda            | Gerda            | Gerda | Gerda |  |  | Gustav 1918–1955 | Gustav 1918–1955 | Gustav 1918–1955 | Gustav 1918–1955 | Gustav 1918–1955 | Gustav 1918–1955 |  |  | Henrik *1920 | Henrik *1920 | Henrik *1920 | Henrik *1920 | Henrik *1920 | Henrik *1920 |  |  | Edith *1921–1958 | Edith *1921–1958 | Edith *1921–1958 | Edith *1921–1958 | Edith *1921–1958 | Edith *1921–1958 |
|                     |                     |                     |                     |                     |                     |  |  |                |                |                |                |                |                |  |  |        |        |        |        |              |              |              |              |               |               |               |               |               |               |        |        |              |              |                |                |                |                |                |                |                  |                  |                  |                  |                  |                  |                  |                  |                  |                  |                  |                  |       |       |  |  |                  |                  |                  |                  |                  |                  |  |  |              |              |              |              |              |              |  |  |                  |                  |                  |                  |                  |                  |
|                     |                     |                     |                     |                     |                     |  |  |                |                |                |                |                |                |  |  |        |        |        |        |              |              |              |              |               |               |               |               |               |               |        |        |              |              |                |                |                |                |                |                |                  |                  |                  |                  |                  |                  |                  |                  |                  |                  |                  |                  |       |       |  |  |                  |                  |                  |                  |                  |                  |  |  |              |              |              |              |              |              |  |  |                  |                  |                  |                  |                  |                  |
| Gottfried 1927–1965 | Gottfried 1927–1965 | Gottfried 1927–1965 | Gottfried 1927–1965 | Gottfried 1927–1965 | Gottfried 1927–1965 |  |  | Isabella *1928 | Isabella *1928 | Isabella *1928 | Isabella *1928 | Isabella *1928 | Isabella *1928 |  |  | Birger | Birger | Birger | Birger | Birger       | Birger       |              |              | Cecilia *1946 | Cecilia *1946 | Cecilia *1946 | Cecilia *1946 | Cecilia *1946 | Cecilia *1946 |        |        | Anita *≈1948 | Anita *≈1948 | Anita *≈1948   | Anita *≈1948   | Anita *≈1948   | Anita *≈1948   |                |                |                  |                  |                  |                  | Alexander        | Alexander        | Alexander        | Alexander        | Alexander        | Alexander        |                  |                  |       |       |  |  |                  |                  |                  |                  |                  |                  |  |  |              |              |              |              |              |              |  |  |                  |                  |                  |                  |                  |                  |
| Gottfried 1927–1965 | Gottfried 1927–1965 | Gottfried 1927–1965 | Gottfried 1927–1965 | Gottfried 1927–1965 | Gottfried 1927–1965 |  |  | Isabella *1928 | Isabella *1928 | Isabella *1928 | Isabella *1928 | Isabella *1928 | Isabella *1928 |  |  | Birger | Birger | Birger | Birger | Birger       | Birger       |              |              | Cecilia *1946 | Cecilia *1946 | Cecilia *1946 | Cecilia *1946 | Cecilia *1946 | Cecilia *1946 |        |        | Anita *≈1948 | Anita *≈1948 | Anita *≈1948   | Anita *≈1948   | Anita *≈1948   | Anita *≈1948   |                |                |                  |                  |                  |                  | Alexander        | Alexander        | Alexander        | Alexander        | Alexander        | Alexander        |                  |                  |       |       |  |  |                  |                  |                  |                  |                  |                  |  |  |              |              |              |              |              |              |  |  |                  |                  |                  |                  |                  |                  |
|                     |                     |                     |                     |                     |                     |  |  |                |                |                |                |                |                |  |  |        |        |        |        |              |              |              |              |               |               |               |               |               |               |        |        |              |              |                |                |                |                |                |                |                  |                  |                  |                  |                  |                  |                  |                  |                  |                  |                  |                  |       |       |  |  |                  |                  |                  |                  |                  |                  |  |  |              |              |              |              |              |              |  |  |                  |                  |                  |                  |                  |                  |
|                     |                     |                     |                     |                     |                     |  |  |                |                |                |                |                |                |  |  |        |        |        |        |              |              |              |              |               |               |               |               |               |               |        |        |              |              |                |                |                |                |                |                |                  |                  |                  |                  |                  |                  |                  |                  |                  |                  |                  |                  |       |       |  |  |                  |                  |                  |                  |                  |                  |  |  |              |              |              |              |              |              |  |  |                  |                  |                  |                  |                  |                  |
| Martin *1948        | Martin *1948        | Martin *1948        | Martin *1948        | Martin *1948        | Martin *1948        |  |  | Harriet *1950  | Harriet *1950  | Harriet *1950  | Harriet *1950  | Harriet *1950  | Harriet *1950  |  |  |        |        |        |        |              |              |              |              |               |               |               |               |               |               |        |        |              |              |                |                |                |                |                |                |                  |                  |                  |                  |                  |                  |                  |                  |                  |                  |                  |                  |       |       |  |  |                  |                  |                  |                  |                  |                  |  |  |              |              |              |              |              |              |  |  |                  |                  |                  |                  |                  |                  |

- Henrik Vanger: Ehemaliger CEO der Vanger Corporation, mittlerweile im Ruhestand. Henrik Vanger beauftragt Blomquist, Nachforschungen über seine verschollene Großnichte Harriet anzustellen.

„Henrik Vanger ist ein Unternehmer in Rente, der in Verblendung auftritt. Er ist ein Witwer, der mit einer jüdischen Frau verheiratet war, der er im Zweiten Weltkrieg half, aus Deutschland zu fliehen. Er hatte drei nationalsozialistische Brüder, die ihn dafür verachteten, zwei seiner Brüder sind inzwischen tot. Henrik Vanger besitzt einen Großteil der Hedeby Insel und ist das älteste Mitglied der Vanger Familie. Vanger ist 82 Jahre alt. Er führte früher die Vanger Cooperation an, nach dem Verschwinden seiner Nichte Harriet Vanger zog er sich jedoch von seinem Beruf zurück. Er heuert Mikael Blomkvist an, damit dieser das Verschwinden Harriets aufklärt.“

- Harald Vanger: Henriks Bruder und Vater von Cecilia, Anita und Birger. Überzeugter Nationalsozialist.
- Anita Vanger: Cecilias Schwester und Harriets Vertraute.
- Cecilia Vanger: Harald Vangers Tochter und eine von Henriks Nichten.
- Gottfried Vanger: Vater von Harriet und Martin Vanger. Nationalsozialist, Alkoholiker, Sadist und Frauenmörder.
- Isabella Vanger: Ehefrau von Gottfried Vanger.
- Harriet Vanger: Henriks Großnichte, welche den Machenschaften von Gottfried und Martin zum Opfer fiel und vor 40 Jahren verschwand.
- Martin Vanger: CEO der Vanger Corporation. Martin wird von seinem Vater zu den Frauenmorden gedrängt.

„Für den Großteil der Geschichte wirkt es, als wäre er ein sehr hart arbeitender Mensch, der nicht als suspekt bezeichnet wird, weil er auf der anderen Seite der Brücke war, als Harriet verschwand. Martin hat Harriet nicht getötet, jedoch hat er viele andere Frauen umgebracht.“

### Weitere Personen
- Hans-Erik Wennerström: korrupter schwedischer Unternehmer und Erzfeind von Mikael Blomkvist
- Holger Palmgren: Anwalt, ehemaliger Betreuer und ein Stück weit Vaterfigur von Lisbeth Salander
- Nils Bjurman: korrupter Anwalt und Betreuer von Lisbeth Salander nach Holger Palmgren
- Erika Berger: Redakteurin bei Millennium, Freundin und gelegentlich Liebhaberin von Blomkvist
- Dirch Frode: Anwalt für die Vanger Corporation, bester Freund und Assistent von Henrik Vanger
- Dragan Armanskij: Geschäftsführer von Milton Security, Salanders Chef
- Christer Malm: Art Direktor und Gestalter bei Millennium. Er ist, zusammen mit Berger und Blomkvist, auch Miteigentümer des Blatts
- Gustaf Morell: Polizeiinspektor in Rente; war Leitender Inspektor in der Zeit während Harriets Verschwinden
- Agneta Sofia Salander: Lisbeths Mutter
- Plague: Hackerkollege von Lisbeth Salander

### Opfer
- Lena Andersson wurde im Jahr 1966 in Uppsala von Martin Vanger ermordet.
- Lea Persson wurde 1964 in Uddevalla von Gottfried Vanger ermordet. Martin Vanger, der zu der Zeit 14 Jahre alt war, war dabei und hat seinem Vater zugesehen, wie er Lea vergewaltigte und ermordete.
- Liv Gustavsson wird in den 1960er Jahren in Stockholm ermordet.[5]

Der Ermordung der fünf Frauen liegt ein religiöses Grundmotiv zugrunde:
Magda – 32016, Sara – 32109, RL – 32027, RJ – 30112, Mari – 32018

„[…] Harriet hatte keine Telefonnummern notiert. Die Ziffern gaben Kapitel und Vers im Levitikus, im Dritten Buch Mose, an. Die Strafgesetzgebung.
(Magda) Drittes Buch Mose, Kapitel 20, Vers 16:
Wenn eine Frau sich irgendeinem Tier naht, um mit ihm Umgang zu haben, so sollst du sie töten und das Tier auch. Des Todes sollen sie sterben, und ihre Blutschuld komme über sie.
(Sara) Drittes Buch Mose, Kapitel 21, Vers 9:
Wenn eines Priesters Tochter sich durch Hurerei entheiligt, so soll man sie mit Feuer verbrennen, denn sie hat ihren Vater entheiligt.
(RL) Drittes Buch Mose, Kapitel 20, Vers 27:
Wenn ein Mann oder eine Frau Geister beschwören oder Zeichen deuten kann, so soll sie des Todes sterben; man soll sie steinigen; ihre Blutschuld komme über sie.
(RJ) Drittes Buch Mose, Kapitel 1, Vers 12:
Und er zerlege es in seine Stücke, und der Priester soll sie samt dem Kopf und dem Fett auf das Holz über dem Feuer legen, das auf dem Altar ist.
(Mari) Drittes Buch Mose, Kapitel 20, Vers 18:
Wenn ein Mann bei einer Frau liegt zur Zeit ihrer Tage und mit ihr Umgang hat und so den Brunnen ihres Blutes aufdeckt und sie den Brunnen ihres Blutes aufdeckt, so sollen beide aus ihrem Volk ausgerottet werden.“

Stieg Larssons Millennium-Trilogie wird zu den modernen Thrillern gerechnet, die explizite Gewalt darstellen. Das Weltbild der in dem Roman agierenden Figuren ist stark vereinfacht und affirmativ.
Es werden zu Beginn jedes Kapitels statistische Zahlen über Gewalt gegen Frauen genannt.

„18% aller schwedischen Frauen über fünfzehn sind schon einmal von einem Mann bedroht worden.“

„46% aller schwedischen Frauen über fünfzehn sind schon einmal Opfer männlicher Gewalt geworden.“

„92% aller schwedischer Frauen, die Opfer sexueller Gewalt geworden sind, haben ihre jüngste Erfahrung nicht bei der Polizei angezeigt.“

Frauen befinden sich in Larssons Werk überwiegend in der Opferrolle. Themen sind latente Aggressionen, sexuell motivierte Machtfantasien und Sadismus. Die Täter-Opfer-Beziehung ist durch Dominanz und Unterwerfung charakterisiert. Die Vergewaltigungsopfer sind dabei gefesselt und nackt und werden vom Täter gedemütigt. Bei den Einzelheiten in diesen Szenen hält Larsson sich meist zurück.

## Auszeichnungen
Der Roman gewann 2006 den Skandinavischen Krimipreis Glasnyckeln, die englische Fassung den British Book Award for Crime Thriller.

## Adaptionen

### Verfilmung
Der Roman wurde 2009 mit Michael Nyqvist und Noomi Rapace in den Hauptrollen unter dem Titel Verblendung verfilmt. Im Jahr 2011 erfolgte die Neuverfilmung in Hollywood mit Daniel Craig und Rooney Mara in den Hauptrollen, siehe Verblendung (2011).

### Hörspiel
Auf Deutsch liegt der Roman in einer Hörspiel-Fassung auf Tonträger in einer Produktion des WDR vor mit Ulrich Matthes, Sylvester Groth und Anna Thalbach. Dieses Hörspiel wurde 2010 vom Kölner Verlag Random House Audio auf Tonträger veröffentlicht.

### Hörbuch
Verblendung erschien 2009 als gekürzte Lesung auf Tonträgern. Gelesen wurde der Titel von Dietmar Bär. Die Übersetzung erfolgte aus dem Schwedischen von Wibke Kuhn. Für die Lesefassung und Regie zeichneten Thomas Krüger sowie der Verleger Schall & Wahn aus Bergisch Gladbach verantwortlich. 2012 erschien bei Audible eine ungekürzte Version, gelesen von Dietmar Wunder.

### Graphic Novel
2013 veröffentlichte DC/Vertigo eine Graphic Novel, gezeichnet von Leonardo Manco und Andrea Mutti, in Deutschland erscheint die Graphic Novel bei Panini Comic.

### Parodien
- Verarschung (The Girl with the Sturgeon Tattoo, 2006) – Lars Arffssen[14]
- The Dragon with the Girl Tattoo (2010) – Adam Roberts
- The Girl who Fixed the Umlaut (2012) – Nora Ephron

## Ausgaben
- Verblendung. Überarb. von Knut Krüger. Übers. von Wibke Kuhn, München 2006, ISBN 978-3-453-01181-6.
- Verblendung. Heyne-Taschenbuch, München 2009, ISBN 978-3-453-50384-7.